# Ајота (Минесота)
Ајота (енгл. Eyota) град је у америчкој савезној држави Минесота.

## Демографија
По попису из 2010. године број становника је 1.977, што је 333 (20,3%) становника више него 2000. године.
| Група             | 2000.         | 2010.         |
| Белци             | 1.611 (98,0%) | 1.942 (98,2%) |
| Афроамериканци    | 3 (0,2%)      | 4 (0,2%)      |
| Азијати           | 7 (0,4%)      | 4 (0,2%)      |
| Хиспаноамериканци | 7 (0,4%)      | 13 (0,7%)     |
| Укупно            | 1.644         | 1.977         |